# Presidente da República Sérvia
O Presidente da República Sérvia (servo-croata: Предсједник Републике Српске/Predsjednik Republike Srpske) é a autoridade executiva mais alta na República Sérvia, uma entidade na Bósnia e Herzegovina. É uma das autoridades executivas, juntamente com o Governo da República Sérvia. O presidente da República Sérvia é eleito diretamente para um mandato de quatro anos, junto com dois vice-presidentes das diferentes nações constituintes (sérvios, croatas e bósnios). Nenhum deles pode ser de uma mesma nação constituinte ao mesmo tempo. A residência do presidente é em Banja Luka.
O primeiro presidente foi Radovan Karadžić do Partido Democrático Sérvio, eleito para o cargo em 1992, que liderou a República Sérvia durante a Guerra da Bósnia e que mais tarde foi inicialmente condenado em 2016 a 40 de prisão por genocídio em Srebrenica, crimes de guerra e crimes contra a humanidade mas depois sua pena foi mudada a prisão perpétua. O presidente atual é Milorad Dodik, da Aliança dos Sociais-Democratas Independentes, assumiu o cargo em 2022.